# Поляра (аэродинамика)

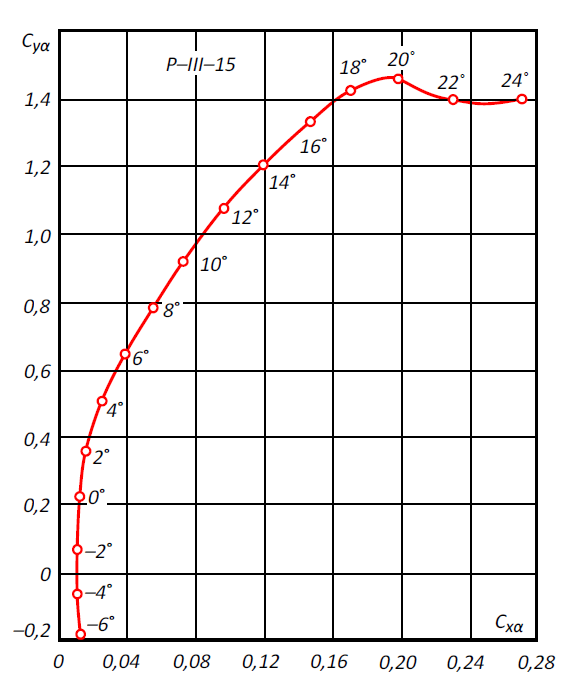
Поляра профиля P-III-15

Поляра — графическая зависимость коэффициента подъёмной силы и коэффициента лобового сопротивления от различных углов атаки. Каждая точка кривой соответствует определённому углу атаки, который часто обозначается на графике в виде параметра.
График называется полярой, так как с точки зрения физического смысла целесообразно рассматривать его в полярных координатах. В этом случае радиальная координата пропорциональна полной аэродинамической силе, действующей на аэродинамический объект, а тангенс полярного угла равен аэродинамическому качеству K.